# Ests fietsmuseum
Het Ests Fietsmuseum is een museum in de Estse plaats Väätsa, en is toegewijd aan de Estse fietsindustrie. Het museum, beheerd door een non-profitorganisatie, werd in 2010 opgericht door vrijwilligers met een interesse in de geschiedenis van fietsen in Estland. Met een collectie van meer dan 500 historische fietsen, evenals talloze onderdelen en items in privécollecties van vrijwilligers, richt het museum zich vooral op de periode vóór 1950. De gevarieerde collecties omvatten ook historische foto's, fietskentekenplaten, afdrukken, bellen, emblemen en meer. De organisatie is al ruim 25 jaar actief betrokken bij onderzoek naar de Estse fietsgeschiedenis en heeft gedurende deze periode ook gefocust op het verzamelen en restaureren van historische fietsen, zelfs voordat het museum werd opgericht.